# Тюменевский-1-й
Тюменевский-1-й, Тюменевский I — упразднённый в 1996 году посёлок в Знаменском районе Тамбовской области. Входил в состав Покрово-Марфинского сельсовета, включён в состав деревни Тюменевка.

## География
Находился к юго-востоку от деревни Тюменевка.

## Топоним
Название связано с деревней Тюменевка Покрово-Марфинского сельсовета. Её название, в свою очередь, восходит к фамилии помещиков Тюменевы, известных с середины XIX века (крестьяне помещика Дмитрия Тюменева упоминаются в исповедной росписи по селу Покрово-Марфино за 1863 год).

## История
Посёлок на картах XX века известен как Тюменевские Выселки, Косорыловка
В 1996 году посёлки Тюменевский-1-й, Тюменевский и деревня Тюменевка объединены в единый пункт с наименованием деревня Тюменевка.